# Narysov
Narysov település Csehországban, a Příbrami járásban. Narysov Vysoká u Příbramě, Třebsko, Příbram és Bohutín településekkel határos. Lakosainak száma 280 fő (2024. január 1.).

## Népesség
A település lakosságának változását az alábbi diagram mutatja:
| Lakosok száma | 255  | 317  | 283  | 167  | 153  | 218  | 267  | 273  | 276  | 280  |
|               | 1869 | 1890 | 1921 | 1950 | 1980 | 2001 | 2017 | 2019 | 2022 | 2024 |